# زمرة جبرية
الزمرة الجبرية في نظرية الزمر هي عبارة عن تنوع ذي بنية زمرية بحيث تكون عمليات الزمرة هي تشاكلات تلك التنوعات. وذلك المفهوم مشابه لمفهوم زمرة لي فيما عدا أن العمليات المتضمنة ينبغي أن تكون جبرية، أي يمكن تمثيلها محليا بواسطة كثيرات الحدود. على سبيل المثال تعد الزمر الخطية العقدية مثالًا للزمر الجبرية.